# エーゲ海に抱かれて
「エーゲ海に抱かれて」（えーげかいにだかれて）は、飯田圭織のソロデビューシングル。2004年2月4日にzetima（現・アップフロントワークス）から発売された。

## 収録曲
1. エーゲ海に抱かれて
作詞：三浦徳子 作曲：つんく 編曲：前野知常
2. 最後の接吻
作詞・作曲：つんく 編曲：前野知常
3. .エーゲ海に抱かれて（Instrumental)